# ROH
ROH（Ring of Honor、リング・オブ・オナー）は、アメリカ合衆国のプロレス団体。

## 特徴
高度なレスリング技術が挙げられており、ギミック、マイクパフォーマンス、ストーリーラインに重きを置くWWE、TNAとは差別化を図っている。
アメリカの北東部と東部を中心に興行を開催しており、熱心なファンが多いことで知られている。

## 歴史
2002年1月、ロバート・ファインスティーンとゲイブ・サポルスキーが設立。2月23日、フィラデルフィアで旗揚げ戦を開催。
2005年11月19日、「A Night of Tribute」と銘打ち11月13日に死去したエディ・ゲレロ（2002年2月23日と4月27日に参戦していた）への追悼10カウントゴングを捧げた。
2006年4月、WWEが「WrestleMania」を開催する同時期にシカゴで興行を開催。3日間で約3500人を動員して大成功に終わった。以降は「WrestleMania」と同時期に同じ都市で裏興行を開催することが恒例になっている。
姉妹団体としてSWAがあり、ROH所属選手が参戦している。SWAでは王座の管理も行っており、これらがROHの女子王座として認定されている。かつてはFIPも姉妹団体であった。
2007年1月、日本のFIGHTING TV サムライで放送が開始された。5月、全米でPPV放送を開始。また、ROHがPPV放送を開始することを受けて今まで友好的な関係にあったTNAが関係断絶を発表。また、TNA所属選手がROHに参戦することも禁止された（しかし、翌年4月以降にTNAのクリス・セイビン、アレックス・シェリー、サモア・ジョーが参戦している）。
2008年10月、ブッカーを務めていたサポルスキーの退社を発表。また、新たにブッカーを務めるアダム・ピアースの下でギミック重視の選手、知名度のある元WWE所属選手を起用して興行時間の短縮など新たなカラーを打ち出している。
2009年3月21日、HDNetチャンネルで「Ring of Honor Wrestling」の放送を開始。9月、WWEとTNAでブッカーを務めていたジム・コルネットがエグゼクティブプロデューサーに就任。
2011年5月21日、SBGがROHの買収を発表。また、「Ring of Honor Wrestling」もSBGでの放送に変更。
2014年2月22日、日本の新日本プロレスとの業務提携を発表。
2016年8月10日、メキシコのCMLLとの業務提携を発表。9月9日、日本のSEAdLINNNGとの業務提携を発表。
2017年2月17日、日本のスターダムとの業務提携を発表。
近年では新日本と深い友好関係にあり、互いの所属選手をPPVなどの大型興行に参戦させる関係となっている。特にROHからの参戦は頻繁で「G1 CLIMAX」、「BEST OF THE SUPER Jr.」などの長期シリーズに参加するROH所属選手も多い。
2018年3月、NWAとの業務提携を発表。
2019年7月24日、NWAとの業務提携解消を発表。
2021年10月27日、12月11日のボルチモア大会を最後に年内で所属選手との契約終了、来年1月から3月の活動休止を発表。
2022年3月2日、AEWがROHを買収、トニー・カーンのオーナー就任を発表。4月1日、ガーランド大会を開催して活動再開。

## 日本との関係
試合内容重視の方針と相まって日本人選手の参戦は多い。新日本プロレス、プロレスリング・ノア、DRAGONGATE、スターダム、SEAdLINNNGと業務提携を結び、ROH所属選手が参戦したり、日本人選手が参戦していた。また、選手個人を通して参戦した選手も多数いる。主な日本人参戦選手は獣神サンダー・ライガー、鈴木みのる、小橋建太、石井智宏、丸藤正道、森嶋猛、棚橋弘至、柴田勝頼、KENTA、ミラノコレクションA.T.、土井成樹、吉野正人、中邑真輔、オカダ・カズチカ、潮崎豪、鷹木信悟、KUSHIDA、B×Bハルク、内藤哲也、坂井澄江、栗原あゆみ、中川ともか、松本浩代、岩谷麻優などがいる。
2006年9月12日、グローバル・レスリング連盟に加盟。
2007年7月16日にディファ有明、7月17日に大阪府立体育会館第2競技場で初の日本大会を開催。この興行は1日目にノア、2日目にDRAGONGATEの選手が派遣されている。
2008年9月13日と9月14日、ディファ有明で2度目の日本大会を開催。この興行は1日目にDRAGONGATE、2日目にノアの選手が派遣されている。
2009年4月15日、DRAGONGATEは2008年9月14日のROH日本大会で選手を派遣したのにROHからギャラが支払われてないのを理由にROHとの絶縁を発表。6月13日、ニューヨークで同日に死去した三沢光晴への追悼10カウントゴングを捧げた。
2014年5月10日にトロント、5月17日にニューヨークで新日本との合同興行を開催。
2015年5月12日と5月13日にフィラデルフィア、5月15日と5月16日にトロントで新日本との合同興行を開催。
2016年5月8日にシカゴ、5月9日にディアボーン、5月11日にトロント、5月14日にニューヨークで新日本との合同興行を開催。
2017年2月26日と2月27日に後楽園ホール、10月12日にバッファロー、10月13日にピッツバーグ、10月14日にコロンバス、10月15日にシカゴで新日本との合同興行を開催。
2018年2月23日と2月24日、後楽園ホールで新日本との合同興行を開催。
2019年2月22日と2月23日に後楽園ホール、4月6日にマディソン・スクエア・ガーデンで新日本との合同興行を開催。

## PPV
- Anniversary Show
- Supercard of Honor
- Best in the World
- Death Before Dishonor
- Glory By Honor
- Final Battle

## タイトルホルダー
| タイトル             | 保持者                                                                   | 歴代   |
| -------------------- | ------------------------------------------------------------------------ | ------ |
| ROH世界王座          | バンディード                                                             | 第42代 |
| ROH女子世界王座      | アティーナ                                                               | 第4代  |
| ROH世界TV王座        | ニック・ウェイン                                                         | 第35代 |
| ROH女子世界TV王座    | レッド・ベルベット                                                       | 第2代  |
| ROH世界タッグ王座    | ダスティン・ローデス サミー・ゲバラ                                      | 第69代 |
| ROH世界6人タッグ王座 | ダスティン・ローデス ロス・フォン・エリック マーシャル・フォン・エリック | 第18代 |
| ROHピュア王座        | リー・モリアーティ                                                       | 第15代 |

## 所属選手

### 男子選手
- アダム・ブルックス（英語版）（Adam Brooks）
- EC3（Ethan Carter III）
- イーライ・アイソム（Eli Isom）
- ウィル・フェラーラ（Will Ferrara）
- エリック・マーティン（Eric Martin）
- LSG（Leon St. Giovanni）
- オシェイ・エドワーズ（O'Shay Edwards）
- カウン（Kaun）
- クリス・ディッキンソン（英語版）（Chris Dickinson）
- ケニー・キング（英語版）（Kenny King）
- ケン・ディクソン（Ken Dixon）
- サイラス・ヤング（英語版）（Silas Young）
- ジェイ・リーサル（Jay Lethal）
- シェーン・テイラー（英語版）（Shane Taylor）
- ジョー・キーズ（Joe Keys）
- ジョー・ヘンドリー（Joe Hendry）
- ジョシュ・ウッズ（Josh Woods）
- ジョナサン・グレシャム（英語版）（Jonathan Gresham）
- スレックス（Slex）
- スレッジ（Sledge）
- ダク・ドレイパー（Dak Draper）
- ダッチ（英語版）（Dutch）
- ダルトン・キャッスル（Dalton Castle）
- ダンテ・カバレロ（Dante Caballero）
- ダンハウゼン（英語版）（Danhausen）
- デリリアス（Delirious）
- トニー・デッペン（英語版）（Tony Deppen）
- ドラゴン・リー（2代目）（Dragon Lee）
- トレイシー・ウィリアムス（英語版）（Tracy Williams）
- バンディード（Bandido）
- ビアシティ・ブルーザー（Beer City Bruiser）
- ブライアン・キース（英語版）
- ヴィンセント（英語版）（Vincent）
- PCO（Pierre Carl Ouellet）
- PJブラック（PJ Black）
- ブライアン・ジョンソン（Brian Johnson）
- フラミータ（Flamita）
- フリップ・ゴードン（Flip Gordon）
- フレックス・シモンズ（Flex Simmons）
- ブローラー・ミロナス（Brawler Milonas）
- ブロディ・キング（Brody King）
- ベイトマン（Bateman）
- ホミサイド（Homicide）
- マイク・ベネット（Mike Bennett）
- マーク・ハスキンス（Mark Haskins）
- マット・テイヴェン（Matt Taven）
- モーゼス（Moses）
- ラ・ベスティア・デル・リング（La Bestia del Ring）
- ラヨ（Rayo）
- ルーシュ（Rush）
- レイ・ホルス（英語版）（Rey Horus）
- レット・タイタス（英語版）（Rhett Titus）
- ワールド・フェイマスCB（World Famous CB）

### 女子選手
- アティーナ（英語版）（Athena）
- アンジェリーナ・ラブ（英語版）（Angelina Love）
- ヴィータ・フォンスター（Vita VonStarr）
- エイミー・ローズ（Amy Rose）
- クイン・マッケイ（Quinn McKay）
- ケリーアン（Kellyanne）
- ジェニー・ローズ（Jenny Rose）
- セッション・モス・マルティナ（英語版）（Session Moth Martina）
- ビリー・スタークス（英語版）（Billie Starkz）
- マックス・ザ・インペイラー（Max The Impaler）
- マリア・マニック（Maria Manic）
- マンディ・レオン（英語版）（Mandy Leon）
- ミランダ・アリゼ（Miranda Alize）
- レッド・ベルベット（英語版）（Red Velvet）
- Rok-C（Rok-C）

## スタッフ

### レフェリー
- トッド・シンクレア（Todd Sinclair）
- ジョー・マンダク（Joe Mandak）

### リングアナウンサー
- ボビー・クルーズ（Bobby Cruise）
- ニック・レンドル（Nick Lendl）

### 実況
- イアン・リッカボーニ（英語版）（Ian Riccaboni）

### 解説
- カプリス・コールマン（英語版）（Caprice Coleman）